# Федерація канадських художників
Федера́ція кана́дських худо́жників (англ. Federation of Canadian Artists, FCA) — асоціація художників Канади, заснована в Торонто в 1941 році. Невдовзі FCA мала відділення по всій країні та була однією з головних сил, що стояли за створенням Ради Канади в 1957 році. Після цього національна організація зникла, і лише відділ у Британській Колумбії залишився активним. Прагнення до розширення почалося в 1977 році, спричинивши відновлення діяльності, яка почалася в Західній Канаді, а потім поширилася. Розширення зупинилося наприкінці 1990-х років, коли скорочення фінансування вдарило по Федерації так само сильно, як і по інших мистецьких організаціях. Оновлена енергія волонтерів і співробітників в останні роки принесла Федерації нове життя, і розширення знову триває. Станом на кінець 2017 року організація має близько 2700 платних членів і 5000 контактів художників по всій Канаді, постійну галерею у Ванкувері та організовує приблизно 44 виставки щороку.

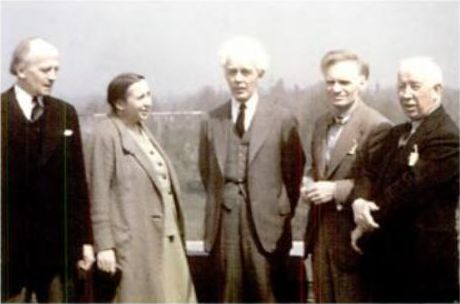
Лідери Федерації канадських художників на зустрічі в Торонто в травні 1942 року. Зліва направо Артур Лісмер, Френсіс Лорінг, Лоурен Харріс, Андре Чарльз Білер, А. Й. Джексон

Федерація була поділена на регіони, кожен з яких мав регіонального організатора. Лоурен Харріс з «Групи Сімох» був головою регіону Західного узбережжя. Іншими організаторами були Гордон Сінклер (Західний регіон), Ернест Лінднер (Саскачеван), Біллі Ленг (Манітоба), А. Я. Джексон (Онтаріо) та Уолтер Абелл (Приморські острови).
Пишучи про морське мистецтво (лютий–березень 1943 р.), Артур Лісмер запропонував, що цілями Федерації є покращення розуміння ролі митців у суспільстві, заохочення молоді, підтримуючи визнаних митців, і принесення мистецтва в суспільство. FCA став потужним національним лобі громадського патронату мистецтва, визнаним законним представником канадських митців. Дж. Делісл Паркер писав у лютому 1945 року: «Це не просто ще одне мистецьке товариство, і воно не має на меті замінити будь-яке існуюче мистецьке товариство. Це організація, створена для об'єднання всіх митців Канади, незалежно від того, є членами існуючих товариств чи ні, у федерації, яка, як сподіваються, стане владою в країні, сподівається подолати ізоляцію митців у різних частинах країни, відкрити таланти та організувати регіональні та загальнонаціональні заходи та видавати художній журнал. служити інтересам мистецтва і митців країни в цілому…» .
Журнал Уолтера Абелла «Морське мистецтво» став «Канадським мистецтвом» (Canadian Art) у 1943 році, коли Абелл переїхав до Оттави, щоб приєднатися до персоналу Мистецького центру Національної галереї Канади. Федерація спонсорувала «Канадське мистецтво», який був єдиним національним художнім журналом у 1940-х роках. Журнал «Канадське мистецтво» став важливим засобом спілкування між художниками, кураторами та колекціонерами. У червні 1944 року Федерація та інші національні мистецькі організації підготували короткий звіт про культурні аспекти післявоєнної реконструкції Канади. Це призвело до створення Канадської ради мистецтв. FCA була ключовим членом Канадської ради мистецтв після її заснування в 1944 році. Спочатку FCA спонсорувала лекції та вистави на додаток до виставок і майстер-класів. Приблизно після 1949 року він почав зосереджуватися на образотворчому мистецтві.
У 1949 році у Ванкувері FCA зробив важливу презентацію Королівській комісії з національного розвитку мистецтва, літератури та наук, Комісії Массі. Презентація була важливою у формуванні Ради Канади, яка виникла в 1957 році. Після цього FCA почала поступово припиняти свою діяльність як національна організація, оскільки спілкування по всій Канаді стало легшим. До 1960-х років діяльність на національному рівні була незначною, хоча регіональні відділення зберігалися. У Британській Колумбії було 600 членів.
У 1977 році Аллан Едвардс з філії у Ванкувері, на той час майже все, що залишилося від FCA, став президентом і розпочав прагнення до розширення. FCA організувала пересувні виставки в Британській Колумбії та Альберті, а деякі вирушили на схід Канади чи США. У 1980-х роках FCA почав організовувати щорічні семінари з живопису на острові Солтспринг, на які збиралися студенти з усієї західної Канади та США.
у 2013 році через хронічне недофінансування з будь-якого рівня уряду FCA пройшло ще одну активізацію під керівництвом виконавчого директора Патріка Е. Майєра. Послуги були розширені, як і географічне охоплення Федерації. Кількість членів подвоїлася, і організація вперше у своїй історії стала фінансово самодостатньою.

## Відзначені члени
- Sid Barron (1917—2006)
- Robert Bateman (born 1930)
- André Charles Biéler (1896—1989)
- Miller Brittain (1912—1968)
- Janina Buzūnaitė-Žukaitienė (born 1955)
- Emily Carr (1871—1945)
- Charles Comfort (1900—1994)
- Albert Edward Cloutier (1902—1965)
- Rody Kenny Courtice (1891—1973)
- Graham Forsythe (1952—2012)
- A. Y. Jackson (1882—1974)
- Robert Genn (1936—2014)
- Lawren Harris (1885—1970)
- Harry Heine (1928—2004)
- Alma Duncan (1917—2004)
- А. Я. Джексон (1882—1974)
- Артур Лісмер (1885—1969)
- Frances Loring (1887—1968)
- Neil Patterson (born 1947)
- Dorothy Stevens (1888—1966)
- Roy Henry Vickers (born 1946)